# Окопні напади
Око́пні напади або транше́йні напади — це маломасштабні нічні раптові напади на укріплення ворога. Були особливістю окопної війни, яка розвинулася під час Першої світової війни.

## Огляд
Зазвичай напади здійснювали невеликі групи для проникнення у ворожі устрої ровів. Вони замальовували своє обличчя в чорний колір спаленою пробкою, перш ніж перетнути загорожу з колючого дроту та іншого сміття на нічийній землі. Відстань між дружніми та ворожими смугами окопів була різною, але зазвичай становила кілька сотень метрів. Будь-яка спроба здійснити напади у ворожі окопи вдень була неможливою та провальною, тому що її хутко було б помічено: ворожі кулеметники та снайпери цілодобово пильнували простір на нічийній землі та могли легко застрелити будь-кого, хто показував голову над парапетом окопу.

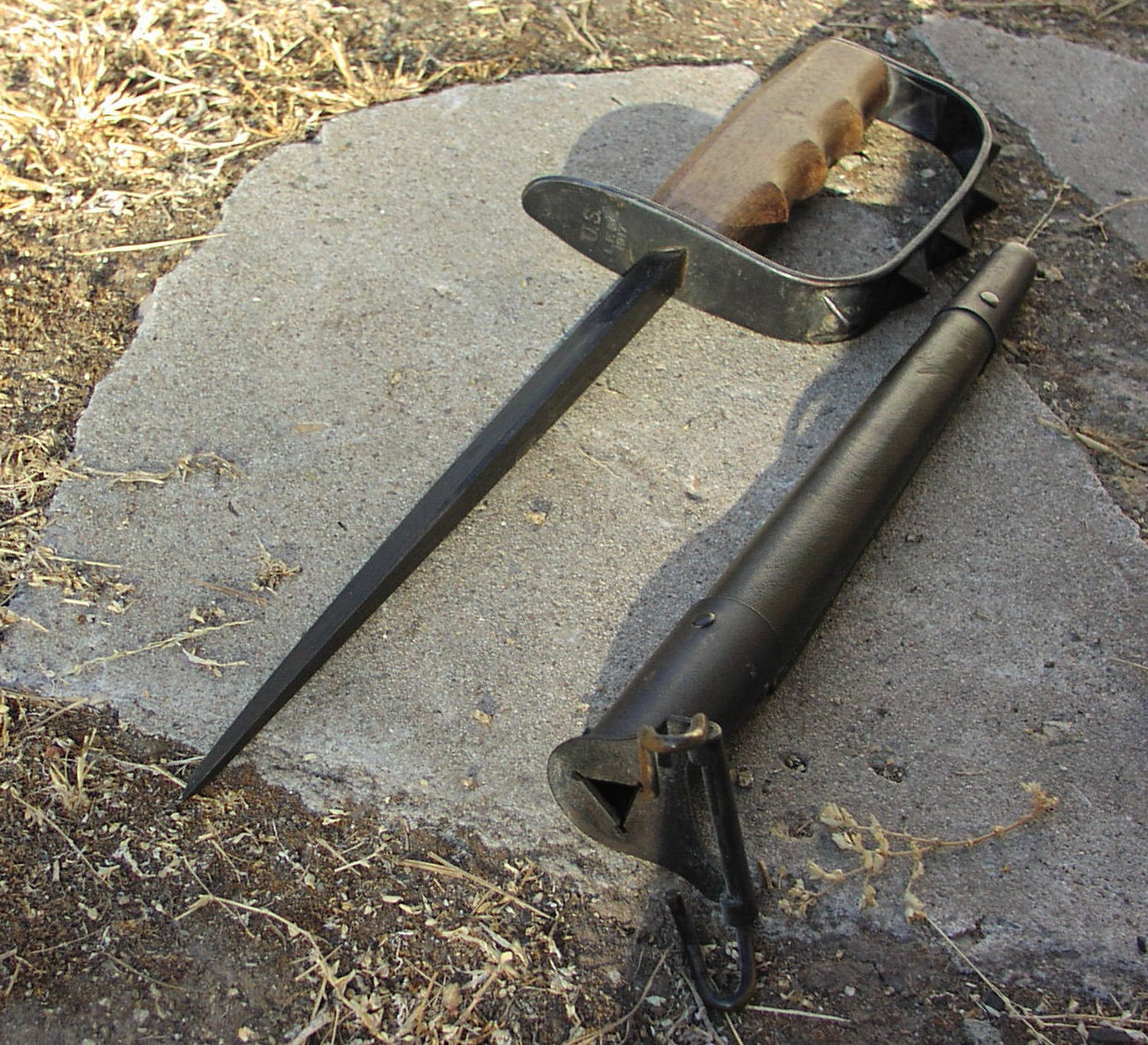
M1917 «Knuckle Duster» — траншейний ніж армії США часів Першої світової війни та шкіряний футляр до нього.

Звичний порядок дій полягав у тому, щоб, знаходячи в темряві мерехтіння сигарет або прислухаючись до розмов, повільно підкрастися до вартових, які охороняли невелику частину ворожої передньої лінії окопів, а потім якомога тихіше знищити їх. Вважалося, що група наступу виконала свою задачу, коли зачищала окоп за кілька хвилин. Наступаючі знали, що чим довше вони залишаться в окопі, тим більша ймовірність прибуття підкріплення противника. Перед відходом із ворожої сторони, група закидувала гранатами землянки, де спали війська супротивника.
Повсякчас була небезпека того, що під час повернення наступаючі можуть бути вражені дружнім вогнем. Тому звичним було сповіщення сторожових вздовж смуги зіткнення щоразу, коли на нічийну землю відправлялися групи наступу, а також використання паролів, щоб наступаючих могли розпізнати, коли вони поверталися у свої окопи в темний час доби.

## Цілі
Окопні наступи могли мати безліч цілей. Зазвичай основними задачами були:
- Захоплення в полон, поранення або знищення живої сили ворога.
- Знищення, пошкодження або захоплення дорогоцінного обладнання, наприклад, кулеметів або іншого озброєння.
- Збирання розвідувальних даних, викрадення важливих документів (наприклад, планів і карт) або й офіцерів противника для допиту.
- Вивчення місцевості противника для майбутньої денної атаки.
- Постійне турбування ворога нічними вилазками знижувало його боєздатність і бойовий дух.
- Підтримка лютості та бойового переможного духу серед військовослужбовців своїх підрозділів.

## Зброя
Попри те, що Перша світова війна була першим конфліктом, де повсюдно були залучені механізовані засоби, окопні напади були дуже схожими на середньовічні бої, оскільки вони велися віч-на-віч і грубою зброєю. Окопні нападники були легко озброєні задля прихованого, швидкого пересування. Зазвичай групи наступу були озброєні «окопними палицями» — саморобними окопними важкими палицями зі гвіздками на ударній поверхні, багнетами, шанцевим інструментом, траншейними ножами, молотками, одноручними малими сокирами, кирками та кастетами. Вибір зброї був невипадковим: намір нападників полягав у тому, щоб тихо знищувати або полонити ворогів, не привертаючи багато уваги. Очевидно, що це було б неможливо, якби вони використовували вогнепальну зброю під час нападів. Окопні наступаючі також були озброєні більш сучасною зброєю: пістолетами, рушницями, пістолет-кулеметами та ручними гранатами. Але вона використовувалася лише в невідкладних випадках, тобто якщо ворог виявив діяльність наступаючих та підняв тривогу.